# Taquarana
Taquarana is een gemeente in de Braziliaanse deelstaat Alagoas. De gemeente telt 18.848 inwoners (schatting 2009).